# Edmund Stafford
Edmund Stafford (1344 - 3 de setembro de 1419) foi bispo de Exeter de 1395 até seu falecimento em 1419.

## Carreira
Ele era o segundo filho de Sir Richard Stafford (nascido depois de 1301-d.1381), de Clifton Campville em Staffordshire (o segundo filho de Edmund Stafford, 1º Barão Stafford e o irmão mais novo de Ralph Stafford, 1º Conde de Stafford, 2º Barão Stafford). Seu pai é mencionado em algumas fontes como sendo "Barão Stafford de Clifton", mas nenhum título desse tipo está listado no oficial The Complete Peerage. Sua mãe foi Isabel de Vernon (d.1356), filha de Richard de Vernon (filho e herdeiro aparente de Richard de Vernon, de Haddon Hall em Derbyshire, de quem ele faleceu) por sua mulher Maud de Camville, filha e co-herdeira de William de Camville, 2º Barão de Camville, de Clifton Campville.
Stafford estudou na Universidade de Oxford, formando-se em 1363; no mesmo ano foi designado cônego de Lichfield. Ele conseguiu um BCL em 1369 e um DL em 1385, mesmo ano em que se tornou reitor de York. Enquanto foi reitor de York, foi designado detentor do Selo Privado em 4 de maio de 1389, permanecendo nessa função até fevereiro de 1396. Mais tarde naquele ano, ele foi designado Lord Chancellor da Inglaterra, permanecendo até 1399 quando, na ascensão de Henrique IV, foi substituído. Dois anos depois, ele voltou a assumir o cargo, designado como parte da oposição contra a submissão de Henrique dos lancastrianos. Stafford foi sucedido por Henry Beaufort em fevereiro de 1403.
Stafford foi nomeado para a sé de Exeter pelo Papa Bonifácio IX em 15 de janeiro de 1395 e consagrado em 20 de junho de 1395, pelo Arcebispo de Cantuária William Courtenay, no Palácio de Lambeth, assistido pelos bispos Robert de Braybrooke, de Londres, e John de Waltham, de Salisbury.

## Morte
Stafford faleceu em 3 de setembro de 1419 e foi sepultado na Capela da Senhora da Catedral de Exeter, onde sobreviveu seu elaborado monumento com efígie de alabastro reclinada. As terras de sua família e o baronato passaram para Thomas Stafford. Seus executores são designados em 1421.